# 谷澤智文
谷澤 智文（たにざわ ともふみ、1981年9月24日 - ）は、日本のシンガーソングライター。本名は同じで、2013年までの旧芸名はカタカナ表記の「タニザワ トモフミ」。
岐阜県飛騨市神岡町出身。身長185cm。

## 経歴
15歳からギターを始め、間もなく自作曲の制作を開始。 2000年4月には大学進学とともに上京し、2001年6月にバンド「パンプ・ストック」を結成した。
2002年の春に大学を中退する。精力的なライブ活動、自主制作盤を2枚発売したのち、2002年11月にバンドを解散し、「タニザワ トモフミ」として、ソロ活動を始める。
2003年からは FIRST AID NETWORK に所属し、渡辺等のプロデュースにより2004年に1stミニアルバム『陽炎』、同じく2005年に2ndミニアルバム『七色』を発表。
2006年、TO MIX RECORDINGS より3rdアルバム『空路』を発売。収録曲の「I Think I Like You」はiTunes Storeのフリーダウンロード(今週のシングル)に選曲されたほか、FM石川やFMとやまなどでパワープレイを獲得している。
2009年2月25日にバップより1stシングル「東京ハロー」でメジャーデビュー。日本テレビ系アニメ『君に届け』のオープニングテーマ「きみにとどけ」を書き下ろし、同年11月25日にリリース。アニメ本編の第10話において男子生徒役の声優としてエキストラ出演を果たしているほか、第15話では他の男子生徒のカラオケシーンでカップリング曲「宇宙旅行」のサビが使用されている。その後君に届けのイベントでライブ参加している。
2010年3月24日、1stフルアルバム「まぼろし時計」をリリース。
2010年4月よりラジオのレギュラー番組「みみにとどけ」（K-MIX）がスタートした。
2011年1月より放映の続編『君に届け 2ND SEASON』において、オープニングテーマ「爽風」を書き下ろす。
プロデューサーに石崎光（cafelon）を迎え、2011年2月23日、2ndフルアルバム「日本に落ちてきた男」をリリース。2011年4月16日 SHIBUYA CLUB QUATTRO で行われたワンマンライブ「日本に落ちてきた男の祭典」をiTunes Store 限定配信している。
2012年4月25日、3rdフルアルバム「何重人格」をリリース。アートディレクターにファンタジスタ歌麿呂、MVディレクターに山崎連基が参加。
「何重人格」の収録曲「世界一周ノスゝメ」の歌詞通り、2012年9月24日より世界放浪の旅へ。北中南米、南極、ヨーロッパ、北アフリカ、中東、インド、アジア、と365日で35カ国94の街を巡り、2013年9月25日帰国する。帰国後11月にアーティスト表記をカタカナから本名の「谷澤 智文」（読み同じ）に変更する。
2014年、谷澤地球名義でバンド「SPACE LIKE CARNIVAL」を結成し、同年11月11日1stフルアルバム「SPACE LIKE CARNIVAL」をリリース。2015年10月に同バンドを解散。
2016年3月9日、本名名義での1stフルアルバム「ぼくらはみんなスペーシー」をリリース。アート・ワークは谷澤が大ファンである漫画家panpanyaが担当。
2016年6月11日、完全一発録りスペーシー弾き語りライブ・アルバム「Tanizaworld LIVE 1」と、ノイズ・アルバム「Tanizaworld NOISE 1」を同時リリース。WEB SHOPにて限定ダウンロード販売を行っている。
2017年11月11日、本名名義での2ndフルアルバム「ぼくらはみんなエイリアン」をリリース。アート・ワークは1作目に引き続き漫画家panpanyaが担当。
多趣味であり、ロードバイク、オートバイ、アクアリウム、オーディオ、機材いじり、炒飯作り、味噌作り、石窯作り、読書、など、広く浅く、時にやたら深く行くタイプ。
谷澤農園と銘打ち、ライブの物販で自身が育てた無農薬採れたて野菜を販売している。
「マンガ大賞」選考員という顔を持ち、自宅には5千冊を超える漫画が壁となっている。
2019年9月8日、岐阜県高山市に喫茶雑貨店「閃き堂」をオープン。江戸時代の古民家を改装した建物であり、店内ではライブや映画上映などのイベントを開催予定。

## エピソード
- 世界一周旅行中、南米コロンビアで乗っていたバスがゲリラに銃撃された経験を持つ。[3]

- ラオスにて「象使い」の免許を取得した。[3]
- ライブでのメインギターは旅の途中カナダで手に入れた物。1940年製。[3]

## ミュージックビデオ
| 監督          | 曲名 |
| SLEEPERS FILM | 「爽風」(2011) 「くたばれJ-POP」(2011) 「風来坊」(2010) 「気まぐれな恋人」(2010) 「世界一周ノスゝメ」(2013) 「明日天気になあれ」(2016) 「つづき夢のつづき」(2016) |
| 山崎連基      | 「四季娘」(2012) 「アレ？コレもミラクル？」(2014) 「神様ぼくは」(2016)                                                                                            |
| 伊藤秀隆      | 「蜃気楼と旅人の関係性の考察」(2005) |
| 萩柳          | 「オートバイ少年」(2009) 「東京ハロー」(出演:石坂拓郎)(2009) 「きみにとどけ」(出演:志保)(2009) 「ひとつだけ」(2009)                                               |
| 不明          | 「I Think I Like You」(2006) |

## ラジオ

### レギュラー出演
- 「タニザワトモフミ みみにとどけ」（K-MIX・K-MIX 8×8枠）（2010年4月8日-2012年6月）
放送開始から、毎週木曜日20:30 - 21:00放送だったが、2011年4月より毎週木曜日20:00 - 20:30、再放送27:00 - 27:30に放送時間を変更。また1月26日よりLISMO WAVEで視聴可能となった。

- 「朗読タニザワ 12ピースのひとりごと」（エフエム石川 Afternoon Cruise内、FMとやま grace内、岐阜エフエム EVENING TRIPPER内）（2010年5月26日 - 2011年4月27日,毎月第4週水曜日放送）

## 楽曲提供
- 伊藤かな恵「僕は浮かぶ」(作詞・作曲)